# Pridvorje (żupania osijecko-barańska)
Pridvorje – wieś w Chorwacji, w żupanii osijecko-barańskiej, w gminie Drenje. W 2011 roku liczyła 198 mieszkańców.